# ويليام كلاي كول
ويليام كلاي كول (بالإنجليزية: William Clay Cole)‏ هو محامي وسياسي أمريكي، ولد في 29 أغسطس 1897 في مقاطعة أندرو في الولايات المتحدة، وتوفي في 23 سبتمبر 1965 في سانت جوزيف في الولايات المتحدة. حزبياً، نشط في الحزب الجمهوري. وقد انتخب عضو ‏ (21 يناير 1955 – 31 يوليو 1960) وانتخب عضو مجلس نواب ولاية ميسوري (1942 – ) وانتخب عضو مجلس النواب الأمريكي.